# Ghailene Chaalali
Ghailene Chaalali (Arabic: غيلان الشعلالي); sinh ngày in 28 tháng 2 năm 1994, là một cầu thủ bóng đá người Tunisia thi đấu cho ES Tunis và đội tuyển quốc gia Tunisia.

## Sự nghiệp
Anh tham dự CAF Champions League 2015 với câu lạc bộ ES Tunis. Trong giải đấu, anh ghi một bàn thắng trước Cosmos de Bafia của Cameroon.

## Sự nghiệp quốc tế
Năm 2017, anh được triệu tập vào trại huấn luyện của Tunisia trước trận đấu với Ai Cập tại vòng loại Cúp bóng đá châu Phi 2019 ở Cameroon.
Vào tháng 5 năm 2018 anh có tên trong đội hình sơ loại 29 người của Tunisia tham dự Giải vô địch bóng đá thế giới 2018 ở Nga.

### Bàn thắng quốc tế
Tỉ số và kết quả liệt kê bàn thắng của Tunisia trước.
| #  | Ngày               | Địa điểm                                        | Đối thủ    | Tỉ số | Kết quả | Giải đấu                 |
| -- | ------------------ | ----------------------------------------------- | ---------- | ----- | ------- | ------------------------ |
| 1. | 1 tháng 9 năm 2017 | Sân vận động Olympique de Radès, Radès, Tunisia | CHDC Congo | 2–1   | 2–1     | Vòng loại World Cup 2018 |